# Motutara Island (Auckland, Maukatia Bay)
Motutara Island ist eine kleine Felseninsel an der Westküste der Region des Auckland Councils im Norden der Nordinsel von Neuseeland.

## Geographie
Die Insel befindet sich rund 270 m südlich des Muriwai Beach am Otakamiro Point, rund 10 km westnordwestlich vom Ortskern des ehemaligen Waitakere City entfernt. Die Felseninsel, die auch gleichzeitig am nördlichen Ende der Maukatia Bay liegt, hat einen Umfang von rund 110 m und ist weniger als 20 m hoch.
In einer Entfernung von rund 80 m in nordnordöstlicher Richtung befindet sich auf dem Festlandfelsen ein Aussichtspunkt, von dem aus die Tölpel-Kolonie, die auf der Felseninsel und einem Festlandteil beheimatet ist, beobachtet werden kann. Besucher des Muriwai Beach besuchen auch häufig den Aussichtspunkt, der über den rund 300 m langen Takapu Refuge Walk vom angrenzenden Parkplatz aus erreicht werden kann.